# Michel Bréal
Pour les articles homonymes, voir Bréal.
Michel Jules Alfred Bréal, né le 26 mars 1832 à Landau in der Pfalz (Allemagne) et mort le 25 novembre 1915 à Paris 5e, est un linguiste français, souvent considéré comme le fondateur de la sémantique moderne.

## Biographie
Michel Bréal fait ses études à Wissembourg, Metz et Paris, et entre en 1852 à l'École normale supérieure. En 1857, il étudie le sanskrit à Berlin auprès de Franz Bopp, dont il traduit plus tard la Grammaire comparée des langues indo-européennes, et la linguistique comparée auprès d'Albrecht Weber. Il devient ensuite professeur de grammaire comparée à l'École pratique des hautes études et au Collège de France, de 1866 à 1905, où il a notamment pour disciples Ferdinand de Saussure, Antoine Meillet et James Darmesteter. Il est nommé en 1879 inspecteur de l'enseignement supérieur.
Michel Bréal est surtout connu pour être le fondateur de la sémantique, dont il a forgé le terme avec son Essai de sémantique paru en 1897. Outre ses travaux linguistiques, on lui doit plusieurs livres sur la mythologie. Il est l'auteur également d'études sur l'éducation en France, l'enseignement des langues anciennes et la réforme de l'orthographe. Il défend le besoin d'apporter une analyse philologique dans l'enseignement du latin, préférant la « gymnastique pour l’intelligence et le raisonnement » aux « mécanismes qui dispensent l’élève de réfléchir ».
Il s'est également intéressé aux questions d'éducation. Écrit au lendemain de la défaite de Sedan et publié en 1872, Quelques mots sur l’instruction publique en France se veut un programme de refondation de l’enseignement en France et inspire directement Jules Ferry. Considérant d'un point de vue critique la qualité du savoir transmis dans les écoles françaises, Michel Bréal dénonce l'absence d'éducation des filles. Il prône une formation des maîtres unifiée et cautionnée par l'enseignement supérieur. L'originalité du linguiste tient en partie à ce que « ses références sont situées hors de France : États-Unis pour la séparation des études profanes et laïques, Allemagne pour la qualité de l’enseignement supérieur et la méthodologie d’enseignement des langues vivantes ».
Il défend aussi l'idée de la langue internationale auxiliaire. « Ce sont des idiomes existants qui, en se mêlant, fournissent l'étoffe [de l'espéranto]. Il ne faut pas faire les dédaigneux ; si nos yeux [...] pouvaient en un instant voir de quoi est faite la langue de Racine et de Pascal, ils apercevraient un amalgame tout pareil. […] Il ne s'agit pas, on le comprend bien, de déposséder personne, mais d'avoir une langue auxiliaire commune, c'est-à-dire à côté et en sus du parler indigène et national, un commun truchement volontairement et unanimement accepté par toutes les nations civilisées du globe »,:230.

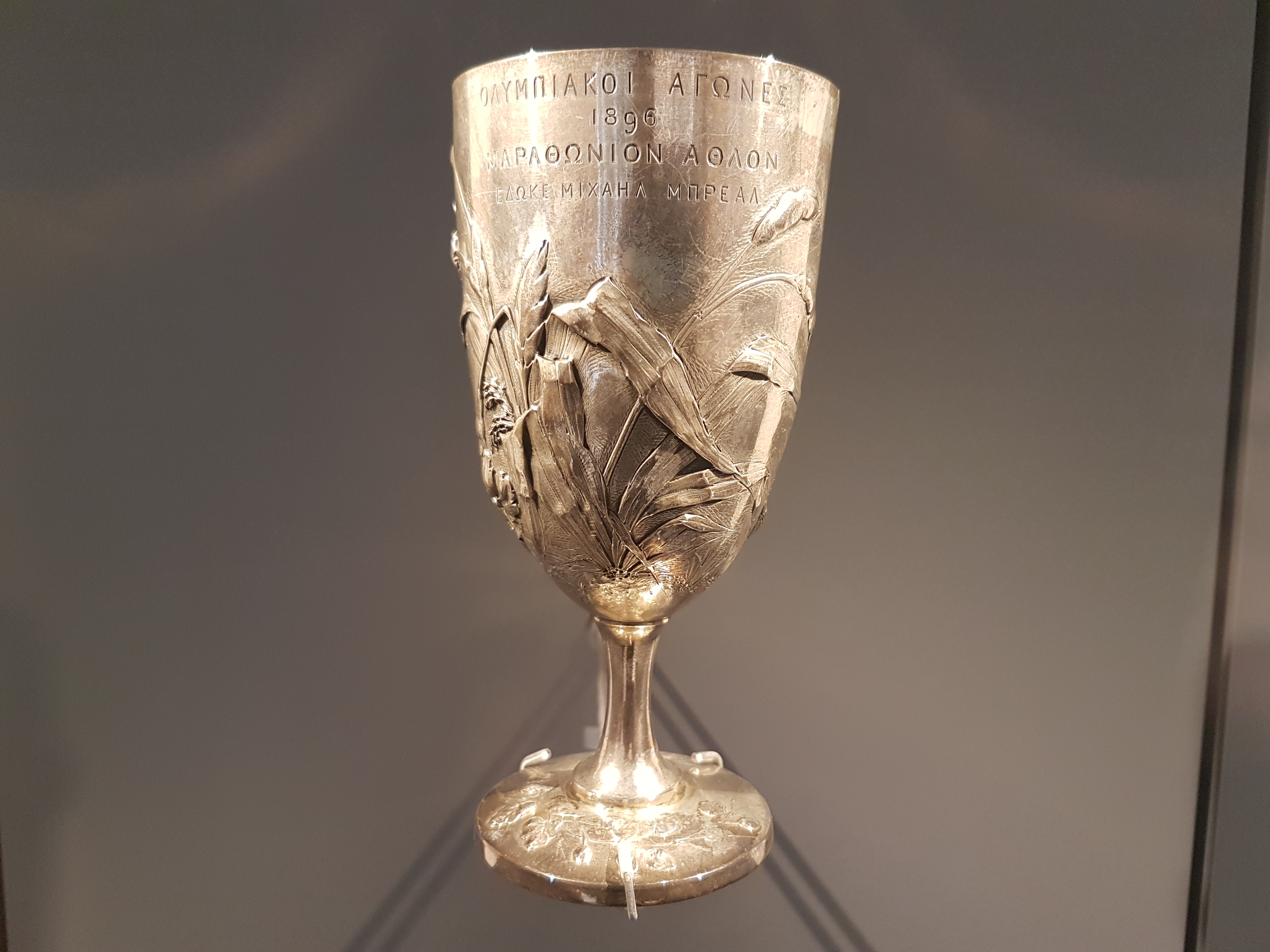
Coupe d'argent de Michel Bréal, destinée au vainqueur du marathon olympique de 1896 et remise à Spyrídon Loúis.

Enfin, Michel Bréal est l'inventeur du marathon moderne. C'est lui en effet qui, en 1894, suggéra au baron Pierre de Coubertin d'introduire cette épreuve dans les premiers Jeux olympiques modernes en 1896.

## Famille
Michel Bréal était le fils d'Auguste Bréal, avocat, et de Catherine Worms. Il est le père d'Auguste Bréal, artiste peintre, historien d'art et journaliste, élève de Gustave Moreau, et de Clotilde Bréal (1870-1946), qui fut successivement l'épouse de l'écrivain Romain Rolland, avec qui elle habita au 76 de la rue Notre-Dame-des-Champs, et du pianiste Alfred Cortot.

## Prix et récompenses
- 1875 : Membre de l'Académie des inscriptions et belles-lettres.
- 1883 : Docteur honoris causa de l'Université de Zürich[9].
- 1890 :  Commandeur de la Légion d'honneur.

## Principaux ouvrages
- Étude des origines de la religion zoroastrienne, 1862.
- « De la géographie de l'Avesta », Journal asiatique, vol. XIX,‎ juin 1862, p. 482-497 (lire en ligne sur Gallica, consulté le 7 novembre 2009).
- « Le Brahme Tchengrénghâtchah », Journal asiatique, vol. xix,‎ juin 1862, p. 497-502 (lire en ligne sur Gallica, consulté le 7 novembre 2009).
- Hercule et Cacus : étude de mythologie comparée, Paris, A. Durand, 1863 (lire en ligne).
- Le Mythe d'Œdipe, Paris, Aug. Durand, 1863 (lire en ligne).
- Les Idées latentes du langage, Paris, Hachette, 1868, 31 p., in-8° (OCLC 457135505, lire en ligne).
- Quelques mots sur l'instruction publique en France, Paris, Hachette, 1873 (lire en ligne sur Gallica).
- Les Tables eugubines : texte, traduction et commentaire, avec une grammaire et une introduction historique, Paris, F. Vieweg, 1875, 395 p., lxvii, 25 cm (lire en ligne).
- Mélanges de mythologie et de linguistique, Paris, Hachette, 1877, vi, 416 p., 24 cm (OCLC 1114794412, lire en ligne sur Gallica).
- Leçons de mots : Les mots latins groupés d’après le sens et l’étymologie, Paris, Delagrave, 1881, 4e éd., xvi-203 p., in-16 (OCLC 457135529, lire en ligne).
- Dictionnaire étymologique latin, Paris, Hachette, 1906, 6e éd., viii, 463 p., in-8º (OCLC 862127302, lire en ligne).
- Grammaire latine, 1890.
- De l'enseignement des langues anciennes, 1891.
- De l'enseignement des langues vivantes, 1893.
- Essai de sémantique : science des significations, Paris, Hachette, 1897 (lire en ligne sur Gallica).
- Deux études sur Goethe, 1898.
- « Le Choix d’une langue internationale », La Revue de Paris, Paris, vol. 8, t. 4, no 14,‎ 15 juillet 1901, p. 229-246 (lire en ligne sur Gallica, consulté le 15 mars 2024).
- Ludwik Lazar Zamenhof (éd.) (Préface, intitulée « Idée de ce travail », de Essai de sémantique, 1897), « Pri la semantiko : Antaŭparolo », La Revuo: Internacia monata literatura gazeto, Paris, Hachette, vol. 2,‎ 1908, p. 485 (lire en ligne, consulté le 15 mars 2024).
- Pour mieux connaître Homère, Paris, Hachette, 1906, viii-309, in-16 (OCLC 9615589, lire en ligne sur Gallica).